# The Circus
The Circus (El circ) és una pel·lícula muda de 1928 dirigida per Charles Chaplin.

## Argument
Charlot es troba vagant en una fira, on és confós per un lladre i és perseguit per la policia. Fugint de l'oficial entra en un circ i sense adonar-se'n es converteix en l'estrella de la funció. Aconsegueix escapar. El propietari del circ, veient que es troba a la ruïna i que Charlot feia riure, el crida i li fa una prova que esdevé un fracàs. Després, uns treballadors del circ, que no havien cobrat la seva paga, se'n van enmig de la funció, per la qual cosa el director demana a l'encarregat que contracti el primer home que vegi, que resulta ser Charlot, que des d'un forat de la carpa observa la filla de l'amo. Charlot comença a treballar portant el material d'un mag a l'escenari i acaba per arruïnar-ho tot. Però a la gent li fa gràcia i el propietari del circ s'adona que és una estrella. Charlot no ho sap, i és contractat i explotat com un simple treballador. La filla de l'amo diu a Charlot que ell és l'estrella del circ i tot i així li donen un tracte miserable. El propietari vol colpejar la seva filla, però Charlot l'amenaça dient que si la segueix tractant igual i no li paga més se n'anirà. L'amo accepta les condicions i segueixen treballant fins que un dia una vident llegeix el futur a la noia i li diu que el seu gran amor es troba a prop. Charlot, creient que és ell, es disposa a proposar-li el matrimoni, però s'adona que és un altre: l'equilibrista. En una de les funcions l'equilibrista no compareix, i Charlot el substitueix. La seva actuació és pèssima: va a parar en una fruiteria. Ràpidament torna a entrar al circ justament quan l'amo pega la seva filla. Charlot dona un cop de puny a l'amo i automàticament és acomiadat. La noia li demana que se l'emporti amb ell. Charlot li diu que amb ell no tindrà futur, però que té una solució. Torna al circ, crida l'equilibrista i li diu que ha de proposar el matrimoni a la filla de l'amo, cosa que fa de seguida. Ja casats, el propietari del circ intenta tornar a tractar malament la seva filla, i l'equilibrista li para els peus. L'amo els pregunta si volen conservar la seva feina. Ells diuen que sí, però amb la condició que també contracti Charlot. Així ho fa. El circ marxa, però Charlot decideix no anar-se'n amb ells.

## Repartiment
- Charlie Chaplin: un vagabund
- A l'Ernest Garcia: propietari del circ
- Merna Kennedy: fillastra del propietari del circ
- Harry Crocker: Rex
- George Davis: mag
- Henry Bergman: pallasso
- Steve Murphy: lladre
- Tiny Sandford
- John Rand

## Al voltant de la pel·lícula
The Circus es va convertir en la setena pel·lícula més taquillera de la història del cinema mut: va recaptar quasi quatre milions de dòlars.
La producció de la pel·lícula va ser l'experiència més difícil en la carrera de Chaplin. Va tenir nombrosos problemes, incloent-hi un incendi en l'estudi de foc, i la filmació va ser interrompuda durant gairebé un any per l'amarg divorci de Chaplin, de la seva segona dona, Lita Grey, i les reclamacions d'impostos per part de l'Internal Revenue Service.
Va ser nominat com a l'Oscar al millor actor i al millor director d'una comèdia. Chaplin va ser guardonat amb un Oscar honorífic per la versatilitat i el talent per a actuar, escriure, dirigir i produir la pel·lícula.
El 1970, Chaplin va tornar a editar la pel·lícula acompanyada de música.